# Arthur Schmidt (Filmeditor, 1937)
Arthur Robert Schmidt (* 17. Juni 1937 in Los Angeles, Kalifornien; † 5. August 2023 in Santa Barbara, Kalifornien) war ein US-amerikanischer Filmeditor. Er wurde zweimal mit dem Oscar für den besten Schnitt ausgezeichnet.

## Leben und Karriere
Schmidt war der Sohn von Arthur P. Schmidt, einem ebenfalls renommierten Editor (Boulevard der Dämmerung, Manche mögen’s heiß). Nach dem Tod seines Vaters bot ihm Paramount eine Ausbildung an. Er begann seine Karriere als Schnitt-Assistent von Dede Allen bei dem Anti-Western Little Big Man (1970). Für den Film Der Marathon-Mann arbeitete er als Assistent von Jim Clark an den Laufszenen. Der Regisseur Michael Mann war davon so beeindruckt, dass er Schmidt für den Schnitt seines Fernsehfilms Ein Mann kämpft allein (1979) engagierte. Schmidt wurde für diese Arbeit mit einem Emmy ausgezeichnet.
Bei dem Film Nashville Lady (1980) war Schmidt erstmals allein für den Schnitt verantwortlich und erhielt dafür seine erste Oscar-Nominierung. Der Schnitt des Fims Moving in – Eine fast intakte Familie (1984) gefiel Robert Zemeckis, für den Schmidt ab Zurück in die Zukunft (1985) praktisch jeden Film schnitt, zuletzt im Jahr 2000 Cast Away – Verschollen. Für zusätzliche Schnittarbeit an Flight (2012) unterbrach er dann auch seinen Ruhestand. Für Falsches Spiel mit Roger Rabbit konnte Schmidt 1988 seinen ersten Oscar als Editor in Empfang nehmen; 1995 erhielt er für Forrest Gump seinen zweiten Oscar. 2009 wurde er mit dem ACE Career Achievement Award geehrt.
Sein Bruder Ron ist Jesuit und Priester in Hollywood, sein Bruder Greg arbeitet als Kameramann. Schmidt war bis zu seinem Tod verheiratet. Er starb am 5. August 2023 im Alter von 86 Jahren.

## Filmografie (Auswahl)
- 1978: Der weiße Hai 2 (Jaws 2) – Regie: Jeannot Szwarc
- 1980: Nashville Lady (Coal Miner’s Daughter) – Regie: Michael Apted
- 1985: Fandango – Regie: Kevin Reynolds
- 1985: Zurück in die Zukunft (Back to the Future) – Regie: Robert Zemeckis
- 1988: Falsches Spiel mit Roger Rabbit (Who framed Roger Rabbit) – Regie: Robert Zemeckis
- 1989: Zurück in die Zukunft II (Back to the Future Part II) – Regie: Robert Zemeckis
- 1990: Zurück in die Zukunft III (Back to the Future Part III) – Regie: Robert Zemeckis
- 1991: Rocketeer (The Rocketeer) – Regie: Joe Johnston
- 1992: Der Tod steht ihr gut (Death becomes her) – Regie: Robert Zemeckis
- 1994: Forrest Gump – Regie: Robert Zemeckis
- 1996: The Birdcage – Ein Paradies für schrille Vögel (The Birdcage) – Regie: Mike Nichols
- 1996: Außer Kontrolle (Chain Reaction) – Regie: Andrew Davis
- 1997: Contact – Regie: Robert Zemeckis
- 2000: Schatten der Wahrheit (What Lies beneath) – Regie: Robert Zemeckis
- 2000: Cast Away – Verschollen – Regie: Robert Zemeckis
- 2003: Fluch der Karibik (Pirates of the Caribbean: The Curse of the Black Pearl) – Regie: Gore Verbinski
- 2005: Glück in kleinen Dosen (The Chumscrubber) – Regie: Arie Posin